# Gilles Cervara
Gilles Cervara (Cannes, 2 gennaio 1981) è un allenatore di tennis francese, che dal 2017 allena Daniil Medvedev.

## Biografia
Da tennista non ottiene successi tra i professionisti, fa solo due apparizioni nei tabelloni principali dei tornei ITF in doppio con due sconfitte su due incontri. In quel periodo fa da sparring partner a tennisti di alto livello come Jo-Wilfried Tsonga e Marat Safin. Dopo il ritiro dall'agonismo, nel 2008 diventa allenatore di tennis e nel luglio 2013 fonda a Cannes insieme a Jean-René Lisnard l'Elite Tennis Center (ETC), un'accademia per professionisti e giovani promesse assistiti da un'equipe di allenatori di consolidata esperienza.
Medvedev inizia ad allenarsi saltuariamente alla ETC nel 2014 e da quel momento Cervara lo segue in alcuni tornei e poi ne diventa il coach a tempo pieno nel 2017, costruendo un team attorno al tennista russo per aiutarlo sotto diversi aspetti, non solo tennistici. Sotto la sua guida, già nel 2018 Medvedev conquista i suoi primi tre titoli ATP ed entra nella top 20 del ranking ATP, ma è nel 2019 che raggiunge l'eccellenza diventando il numero 5 del mondo, vincendo 4 titoli ATP, tra cui due Masters 1000, e arrivando in finale agli US Open 2019; a fine stagione Cervara viene premiato alla cerimonia degli ATP World Tour Awards come miglior allenatore dell'anno. L'anno dopo è di nuovo candidato al premio, che viene però assegnato al coach di Andrej Rublëv, Fernando Vicente. I progressi del suo assistito continuano e nel marzo 2021 Medvedev diventa il numero 2 del mondo, primo tennista a infrangere il dominio dei fabulous four Djokovic, Federer, Nadal e Murray, che a turno avevano occupato ininterrottamente le prime due posizioni del ranking dal 2005.